# Краљевска медаља
Краљевска медаља, позната и као Краљичина медаља и Краљева медаља (у зависности од пола монарха у време доделе), је сребрно позлаћена медаља, од којих три сваке године додељује Краљевско друштво, две за „најважнији допринос унапређењу природног знања“ и један за „угледне доприносе у примењеним наукама“, учињен у оквиру Заједнице нација.

## Позадина
Награду је створио Џорџ IV и додељена је први пут 1826. У почетку су додељене две медаље, обе за најважније откриће у претходној години, период који је продужен на пет година, а затим скраћен на три. Формат су подржали Вилијам IV и Викторија, који су променили услове током 1837. године, тако да је математика била предмет за који је краљевска медаља могла да се додељује, иако само сваке треће године. Услови су поново промењени током 1850. године тако да:
... Краљевске медаље сваке године треба да се додељују за два најважнија доприноса унапређењу природног знања, која су првобитно објављена у доминионима Њеног Величанства у периоду не дужем од десет година и не мање од годину дана од датума награда, наравно, уз одобрење Њеног Величанства. ... у додели Краљевских медаља, треба да се додели у сваком од два велика одељења Природног Знања
Током 1965. године, систем је промењен у садашњи формат, у којем се три медаље додељују годишње од стране Монарха на препоруку Савета Краљевског друштва. Због његове двоструке природе (и за физичку и за биолошку науку) добитнике награде бирају и А и Б стране Комисије за доделу награда. Од свог оснивања 1826. године орден је додељиван 405 пута. 
Награда се додељује само еминентним научницима који су британски држављани и само резиденти.

## Недавни победници
- Даулинг: Професор, Универзитет Кембриџ, 2019.[2]
- Волперт: Професор, УЦЛ, УК, 2018.[3]
- Хунтер: професор, Институт Салк, САД, 2014.[4]